# 恵み野北
恵み野北（めぐみのきた）は北海道恵庭市の地名。郵便番号は061-1374。人口は3,568人、世帯数は1,618世帯。

## 地理
恵み野地区の北にあり、地区に沿って北海道道600号島松千歳線、団地環状通、団地中央通が通っている。

## 歴史
1979年に恵庭ニュータウン恵み野が着工された。1983年に南島松の一部から恵み野北（3 - 5丁目）に町名変更した。1985年と1986年に恵み野北1丁目、恵み野北1丁目が編入した。1993年に恵み野研究村「ブレスガーデン」が造成され、恵み野北6丁目が地番変更し、1996年に恵み野北7丁目が地番変更した。

### 沿革
- 1983年（昭和58年）- 南島松から恵み野北に町名変更[5]。
- 1985年（昭和60年）- 南島松から恵み野北2丁目に編入[5]。
- 1986年（昭和61年）- 南島松から恵み野北1丁目に編入[5]。
- 1993年（平成5年）- 恵み野北6丁目に地番変更[6]。
- 1996年（平成8年）- 恵み野北7丁目に地番変更[6]。

### 町名の変遷
町名の変遷は以下の通り。
| 実施内容 | 実施年月日 | 実施前 | 実施後   |
| -------- | ---------- | ------ | -------- |
| 町名変更 | 1983年     | 南島松 | 恵み野北 |

## 人口と世帯数
2023年9月30日現在の人口と世帯数は以下の通り。
| 町・丁        | 人口    | 世帯      |
| ------------- | ------- | --------- |
| 恵み野北1丁目 | 463人   | 216世帯   |
| 恵み野北2丁目 | 479人   | 221世帯   |
| 恵み野北3丁目 | 298人   | 174世帯   |
| 恵み野北4丁目 | 319人   | 151世帯   |
| 恵み野北5丁目 | 662人   | 254世帯   |
| 恵み野北6丁目 | 634人   | 300世帯   |
| 恵み野北7丁目 | 713人   | 302世帯   |
| 計            | 3,568人 | 1,618世帯 |

### 人口の変遷
国勢調査による人口数の推移。
| 1995年（平成7年）  | 2,526人 | [ 7 ]  |  |
| 2000年（平成12年） | 3,431人 | [ 8 ]  |  |
| 2005年（平成17年） | 3,769人 | [ 9 ]  |  |
| 2010年（平成22年） | 3,599人 | [ 10 ] |  |
| 2015年（平成27年） | 3,468人 | [ 11 ] |  |
| 2020年（令和2年）  | 3,669人 | [ 12 ] |  |

### 世帯数の変遷
国勢調査による世帯数の推移。
| 1995年（平成7年）  | 792世帯   | [ 7 ]  |  |
| 2000年（平成12年） | 1,131世帯 | [ 8 ]  |  |
| 2005年（平成17年） | 1,295世帯 | [ 9 ]  |  |
| 2010年（平成22年） | 1,274世帯 | [ 10 ] |  |
| 2015年（平成27年） | 1,325世帯 | [ 11 ] |  |
| 2020年（令和2年）  | 1,471世帯 | [ 12 ] |  |

## 小・中学校の通学区
小・中学校の通学区は以下の通り。
| 町・丁   | 街区 | 小学校                 | 中学校               |
| -------- | ---- | ---------------------- | -------------------- |
| 恵み野北 | 全域 | 恵庭市立恵み野旭小学校 | 恵庭市立恵み野中学校 |

## 交通

### バス
- えにわコミュニティバス（ecoバス）[14]
  - 「恵み野北1丁目」・「恵み野北5丁目」・「図書館」停留所がある。

### 道路
- 一般道道
  - 北海道道600号島松千歳線[15]
- 都市計画道路
  - 3・4・123 団地中央通[15]
  - 3・4・124 団地環状通[15]
  - 3・4・126 恵み野2号線[15]

## 施設
文化
- 恵庭リサーチ・ビジネスパークセンタービル（恵み野北3）
- 恵み野会館（恵み野北2）
- 恵み野北会館（恵み野北5）

行政
- 恵み野出張所（恵み野北3）

教育
- 北海道ハイテクノロジー専門学校（恵み野北2）
- 恵庭市立恵み野旭小学校（恵み野北4）

公園
- 恵み野中央公園（恵み野北4）
- おおぞら公園（恵み野北1）
- ペリカン公園（恵み野北5）
- めぐみの森公園（恵み野北6）

福祉
- 恵み野憩の家（恵み野北2）

商業
- セイコーマート恵み野北店（恵み野北1）